# Tephritis consimilis
Tephritis consimilis är en tvåvingeart som beskrevs av Chen 1938. Tephritis consimilis ingår i släktet Tephritis och familjen borrflugor. Inga underarter finns listade i Catalogue of Life.